# CPFL Transmissão
A  CPFL Transmissão é uma empresa concessionária de transmissão de energia elétrica brasileira,  que atua no suprimento dos estados de São Paulo, Santa Catarina, Rio Grande do Sul e Ceará.

## Histórico
Em atendimento à Lei Federal 10.848/04, que determina que as atividades de geração, transmissão e distribuição de energia devem ser alocadas em empresas diferentes, o Grupo CEEE passou a operar em dezembro de 2006. Acumulou uma experiência de quase 80 anos no setor elétrico, atuando nos segmentos de geração, transmissão e distribuição de energia elétrica destinados ao suprimento do Rio Grande do Sul.
O Grupo CEEE foi originalmente formado pela empresa holding denominada Companhia Estadual de Energia Elétrica Participações - CEEE Par e suas duas controladas: a Companhia Estadual de Geração e Transmissão de Energia Elétrica - CEEE-GT e a Companhia Estadual de Distribuição de Energia Elétrica - CEEE-D, permanecendo o Governo do Estado do Rio Grande do Sul com o controle acionário e o poder de gestão de todas as empresas oriundas do processo de reestruturação.
Em 2012, foi fundada a CPFL Transmissão, voltada para a transmissão de energia para o estado de São Paulo.
Em fevereiro de 2021, foi aprovada em assembleia geral extraordinária a cisão parcial da CEEE-GT, com a divisão das atividades de transmissão (CEEE-T) e geração (CEEE-G).
Em leilão realizado na B3 – Brasil, Bolsa, Balcão, em julho de 2021, a CPFL, por meio de sua subsidiária CPFL Cone Sul arrematou o controle acionário da Companhia Estatual de Transmissão de Energia Elétrica (“CEEE-T”) por R$ 2,67 bilhões, ágio de 57,13% ante o mínimo de R$ 1,7 bilhão. Foi adquirido aproximadamente 66,08% do capital social total da CEEE-T (sendo, aproximadamente, 67,12% das ações ordinárias e 0,72% das ações preferenciais), que eram detidas Companhia Estadual de Energia Elétrica Participações – CEEE-Par.
Em abril de 2022, a CPFL Cone Sul comprou a participação acionária de 32,66% da Eletrobrás na CEEE-T por R$ 1,1 bilhão. Com a aquisição, a CPFL Cone Sul passou a deter aproximadamente 99,26% do capital social total, sendo 99,68% das ações ações ordinárias e 72,80% das ações preferenciais.

## Dados da Companhia
A CEEE-T opera por todo o Rio Grande do Sul e possui 56 subestações, que somam potência instalada própria de 10,5 mil MVA. A empresa é responsável pela operação e manutenção de 121 de linhas de transmissão que totalizam 6 mil km, representando 60% do serviço de transmissão no território do estado.
A CPFL Transmissão opera em 82 subestações no total, nas linhas de transmissão: 500kV, 440kV, 230kV, 138kV, 69kV, e com diversos modelos de estrutura, estando presente em quatro estados (São Paulo, Santa Catarina, Rio Grande do Sul e Ceará).